# Kingmanriff
Das Kingmanriff (englisch Kingman Reef, [ˈkɪŋmən]) ist ein Korallenriff im Nordpazifik und gehört als nichtinkorporiertes Territorium (Außengebiet) zu den Vereinigten Staaten. Es befindet sich 61 km nordwestlich von Palmyra und 1713 km südwestlich von Honolulu. Geographisch gehört es zu den nördlichen Line Islands.

## Geschichte
Der US-amerikanische Kapitän Edmund Fanning entdeckte das Kingmanriff am 14. Juni 1798 mit seiner Brigg Betsey. In seinem Buch „Voyages and Travels“ berichtete er, wie sein Schiff fast auf das Riff aufgelaufen und steckengeblieben wäre, wenn er die Gefahr nicht gespürt und es rechtzeitig gestoppt hätte. Das Riff beschrieb er folgendermaßen:
Korallenriff oder Sandbank, in der Form eines Halbmondes, über sechs Meilen Ausdehnung von Nord bis Süd; unter seinem Lee, und innerhalb des Gebietes im Halbmond, scheinen flaches und untiefes Wasser zu sein. Wir haben keinen Fuß Erde, Fels oder Sand über dem Wasser entdeckt, wo vielleicht ein Boot an Land gezogen werden könnte.
Auf manchen Seekarten wurde es dann als Danger Rock (deutsch „gefährlicher Fels“) vermerkt.
Benannt wurde das Riff nach Kapitän W. E. Kingman, der ihm am 29. November 1853 mit der Shooting Star einen Besuch abstattete. Über die Entdeckung berichtete er im September 1855 in der Honoluluer Zeitung „The Friend“ – Honolulu war damals die Hauptstadt des Königreichs Hawaiʻi. Dort wies er auch auf die beträchtliche Bedrohung hin, die das Riff insbesondere bei leichtem Wind und ruhiger See nachts darstellen würde, da man Brecher erst erkennen könne, wenn das Schiff dem Riff bereits gefährlich nahegekommen sei.
Unter dem Namen Danger oder Danger Island zählte es zu den Inseln, die 1856 von den US-Amerikanern unter Berufung auf den Guano Islands Act beansprucht wurden.
Die USA annektierten es am 10. Mai 1922 und gaben ihm zwölf Jahre später den Status eines Marinereservats. Seine geschützte Lagune diente der Fluggesellschaft Pan Am 1937/1938 als Zwischenstation für Boeing-314-Flugboote zwischen den US-Kolonien Territorium Hawaii und Amerikanisch-Samoa. Aufgrund seiner besonders vielfältigen maritimen Flora und Fauna – laut Ökologen beherbergt es mehr als 225 verschiedene Fischarten und 205 Korallenspezies – wurde es 2001 zum Naturschutzgebiet Kingman Reef National Wildlife Refuge erklärt, das gemeinsam mit sechs weiteren US-amerikanischen Inseln im Pazifik seit dem 6. Januar 2009 das Pacific Remote Islands Marine National Monument bildet.

## Geographie und Klima
Das Kingmanriff liegt größtenteils unter Wasser, bei günstigen Verhältnissen werden 10.000 m² (0,01 km²) trockenen Landes sichtbar, die Küstenlinie kann dabei bis zu 3 km betragen. Die Gesamtfläche innerhalb des Riffkranzes, der im Westen ständig überflutet ist, beträgt 60 km². Bedingt durch die geringe Landfläche und häufige Überflutungen des dreiecksförmigen Korallenriffs besteht weder eine Landvegetation noch lassen sich natürliche Ressourcen finden; der Boden ist komplett unfruchtbar. Der höchste Punkt befindet sich östlich einen Meter über dem Meeresspiegel. Es herrscht tropisches Klima, das jedoch wesentlich von den vorherrschenden Winden beeinflusst wird.

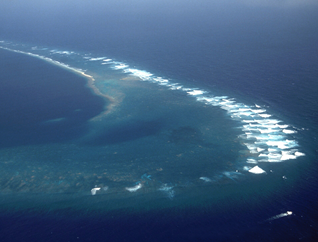
Südostbereich des Kingmanriffs
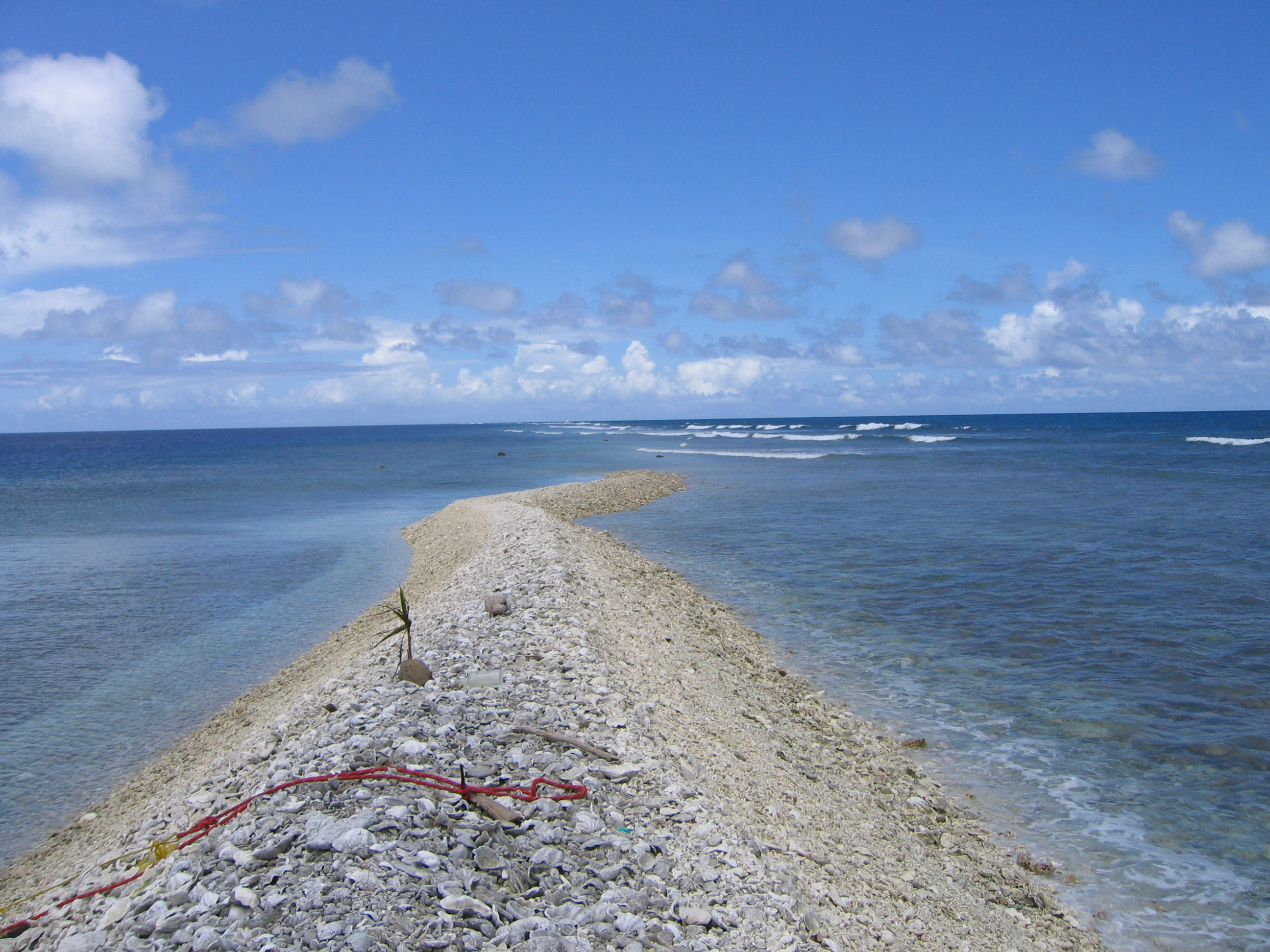
Das Riff im Oktober 2003

## Verwaltung
Von den Vereinigten Staaten wird das Kingmanriff zu den sogenannten United States Minor Outlying Islands gezählt. Für jegliche Verwaltungsbelange ist die United States Navy zuständig, die ihre Aufgaben von Washington, D.C. aus wahrnimmt. Der Öffentlichkeit wird, sofern keine Sondergenehmigung vorliegt, kein Zutritt zum Riff gewährt. Ein Besuch wäre entweder mit einem Flugboot, das in der tiefen inneren Lagune landet, oder einem Schiff, das am küstennahen Ankerplatz anlegt, möglich.

## Funkamateurexpeditionen
Seit den 1940er-Jahren wird das Kingmanriff nur selten besucht. Es war jedoch aufgrund seines speziellen Status als eigenständige Einheit („Entity“) für Funkamateure immer wieder Ziel von Expeditionen. Zwischen 1977 und 2000 wurden mit teilweise erheblichem finanziellen Aufwand mehrere Exkursionen zum Kingmanriff unternommen, um diesen besonderen Flecken für Funkamateure erreichbar zu machen. Nachdem die Verwaltung des Kingmanriffes von der U.S. Navy dem U.S. Fish and Wildlife Service übertragen wurde, gehört das Riff auch für Funkamateure zum Palmyra/Jarvis Wildlife Refuge und hat mit Wirkung vom 29. März 2016 seinen außerordentlichen Rang verloren.